# Pokrajina Lodi
Pokrajina Lodi (v italijanskem izvirniku Provincia di Lodi [provìnča di lòdi]) je ena od dvanajstih pokrajin, ki sestavljajo italijansko deželo Lombardijo.  Pokrajina meji na severu z metropolitanskim mestom Milano, na vzhodu s pokrajino Cremona, na jugu z deželo Emilija - Romanja ter na zahodu s pokrajino Pavia.

## Večje občine
Glavno mesto je Lodi, ostale večje občine so (podatki 28.02.2007):
| Mesto                    | Število prebivalcev |
| ------------------------ | ------------------- |
| Lodi                     | 43.737              |
| Codogno                  | 15.537              |
| Casalpusterlengo         | 14.779              |
| Sant'Angelo Lodigiano    | 12.976              |
| Lodi Vecchio             | 7.268               |
| Tavazzano con Villavesco | 5.774               |

## Naravne zanimivosti
Pokrajina Lodi zavzema ravninsko ozemlje med rekami Adda, Lambro in Pad, zato so njene značilnosti povezane z rekami. Tudi gozdovi, ki pokrivajo velik odstotek celotne površine, so večinoma sestavljeni iz topolov, raznovrstnih vrb in jelš, torej dreves, ki normalno rastejo ob vodi in ne potrebujejo globoke plasti zemlje. Živalski svet je zastopan predvsem s ptiči in ribami.
Seznam zaščitenih področij v pokrajini:
- Regijski park južnega toka reke Adda (Parco Regionale dell'Adda Sud)
- Naravni rezervat Adda Morta (Riserva naturale Adda Morta)
- Naravni rezervat Zerbaglia (Riserva naturale di Zerbaglia)
- Naravni rezervate Monticchie (Riserva naturale Monticchie)

## Zgodovina
Zgodovina današnje pokrajine sega daleč v preteklost, saj so jo kot lokalno organizacijsko in upravno enoto Rimljani ustanovili že leta 89 pr. n. št. Znotraj cerkvene Katoliške dežele Lombardije je bila leta 374 ustanovljena škofija Lodi, kljub relativni bližini Milana, ki je tedaj postal nadškofija. V srednjem veku je pokrajina z mestom Lodi uživala določeno samostojnost in ekonomsko blaginjo, kar je razvidno predvsem iz popolne bonifikacije njenega ozemlja, ki ne bi bila mogoče za nepomembno vazalsko naselbino. Leta 1757 so avstrijske oblasti uradno ustanovile Pokrajino Lodi, ki je pa bila ukinjena leta 1869, v obdobju Kraljevine Italije. Italijanske oblasti so jo spet obnovile leta 1992. Čeprav je bil glavni namen tega zakona, da se zmanjšajo upravne pristojnosti Milanske pokrajine, so obnovitev pokrajine Lodižani obravnavali kot njihovo »zgodovinsko pravico«.